# River of Deceit
River of Deceit – pierwszy singel promujący debiutancki album studyjny supergrupy Mad Season – Above. Ukazał się on 27 marca 1995 nakładem wytwórni fonograficznej Columbia. Utwór został zamieszczony na trzeciej pozycji na płycie, trwa 5 minut i 4 sekundy, i prócz kompozycji „Lifeless Dead”, „I Don't know Anything”, „Long Gone Day” oraz „All Alone”, należy do najkrótszych utworów na płycie. Autorem tekstu jest wokalista Layne Staley, muzykę skomponowali wspólnie gitarzysta Mike McCready, basista John Baker Saunders oraz perkusista Barrett Martin.
Utwór w późniejszym czasie znalazł się również na koncertowym albumie zespołu - Live at The Moore, wydanym w tym samym roku, z zapisem koncertu jaki się odbył 29 kwietnia w Seattle. Utwór „River of Deceit” uchodzi za najpopularniejszą kompozycję w dorobku grupy.

## Informacje o utworze, znaczenie tekstu
Muzyka do utworu powstała podczas jednej z pierwszych prób grupy, zanim wokalista Layne Staley dołączył do zespołu. Autorami są gitarzysta Mike McCready, basista John Baker Saunders oraz perkusista Barrett Martin. Tekst do utworu jest autorstwa Staleya, który napisał go inspirując się książką The Prophet autorstwa Khalil Gibrana. W jednym z późniejszych wywiadów, perkusista Barrett Martin stwierdził: 

Pamiętam że podczas tworzenia albumu, Layne czytał książkę The Prophet autorstwa Khalil Gibrana. On czuł, że ma do spełnienia duchową misję, którą musi wyrazić poprzez muzykę.

 W tekście, Staley zamieścił także odniesienia do swojego nałogu narkotykowego. 
Brzmienie utworu charakteryzuje się spokojnym, stonowanym, oraz melancholijnym brzmieniem, z widocznym wpływem muzyki bluesowej. Wokal Staleya jest stonowany, podkreślający powagę tekstu.

## Wydanie i odbiór singla
Singel z utworem „River of Deceit” ukazał się w 1995 roku, jako pierwszy, promujący album Above. Okazał się dużym sukcesem, docierając do 2. pozycji listy Mainstream Rock Tracks oraz 9. Modern Rock Tracks. W Kanadzie utwór zajął odpowiednio 8. i 68. lokatę, stając się tym samym najbardziej rozpoznawalnym utworem w dorobku zespołu.
Poza Stanami Zjednoczonymi, singiel został wydany na rynku w Australii oraz Austrii. Wydanie europejskiego singla, zostało poszerzone w stosunku do wydania amerykańskiego o koncertową wersję instrumentalnego utworu „November Hotel”.

## Utwór na koncertach
Utwór „River of Deceit” został zagrany na sześciu, z ośmiu koncertów, jakie zagrał zespół. Zadebiutował 12 października 1994 roku w Crocodile Cafe. Ostatni raz, został wykonany podczas koncertu jaki odbył się 29 kwietnia 1995 roku w Moore Theatre. Występ grupy został wówczas zarejestrowany, i 29 sierpnia ukazał się na albumie koncertowym Live at The Moore. Ponadto koncertową wersję utworu można znaleźć na stronie B singla „I Don't Know Anything”, oraz na albumie kompilacyjnym Bite Back: Live at Crocodile Cafe.
28 lutego 2010 roku, Mike McCready wystąpił podczas Hootenanny dla Haiti na rynku w Seattle wraz z m.in. Velvet Revolver, Jane’s Addiction. Prócz wykonywania utworów z repertuaru innych artystów, McCready po raz pierwszy od rozpadu Mad Season, wykonał na żywo utwór „River of Deceit”. Gościnnie w utworze wystąpił zaśpiewał Jeff Rouse.

## Lista utworów na singlu
Single CD / Kaseta: (Austria oraz Australia)
| Nr. |  | Tytuł                   | Tekst        | Muzyka                                               | Długość |
| --- |  | ----------------------- | ------------ | ---------------------------------------------------- | ------- |
| 1.  |  | „River of Deceit”       | Layne Staley | Mike McCready / John Baker Saunders / Barrett Martin | 5:04    |
| 2.  |  | „November Hotel” (live) |              | Mike McCready / John Baker Saunders / Barrett Martin | 15:17   |

- Koncertowa wersja utworu „November Hotel” została zarejestrowana podczas koncertu w Crocodile Cafe 20 listopada 1994 roku.

Single CD: (Stany Zjednoczone)
| Nr. |  | Tytuł             | Tekst        | Muzyka                                               | Długość |
| --- |  | ----------------- | ------------ | ---------------------------------------------------- | ------- |
| 1.  |  | „River of Deceit” | Layne Staley | Mike McCready / John Baker Saunders / Barrett Martin | 5:04    |

## Twórcy
Opracowano na podstawie materiału źródłowego:
Mad Season
- Layne Staley – śpiew
- Mike McCready – gitara prowadząca
- John Baker Saunders – gitara basowa
- Barrett Martin – perkusja

Produkcja
- Nagrywany: koniec 1994 w Bad Animals Studio w Seattle, Waszyngton
- Producent muzyczny: Brett Eliason, Mad Season
- Miksowanie: Brett Eliason
- Inżynier dźwięku: Brett Eliason, Sony Felho
- Asystent inżyniera dźwięku: Sam Hofstedt
- Mastering: Howie Weinberg w Masterdisk Studio w Nowym Jorku
- Projekt okładki, ilustracje, dyrektor artystyczny: Mad Season
- Zdjęcia: Lance Mercer
- Design: Gabrielle Raumberger

- Aranżacja: Mike McCready, John Baker Saunders, Barrett Martin
- Tekst utworu: Layne Staley

## Notowania
| Lista (1995)                | Pozycja |
| --------------------------- | ------- |
| Mainstream Rock Tracks      | 2       |
| Modern Rock Tracks          | 9       |
| Canadian Singles Chart      | 68      |
| Canadian Alternative Top 30 | 8       |